# Румерике

Румерике на карте Акерсхуса.
Øvre Romerike
Nedre Romerike

Румерике или Раумарики (др.-сканд. Raumaríki) — историческая область, расположенная к северо-востоку от Осло, сейчас представляет собой юго-восток Норвегии. Румерике находится на территории современного муниципалитета Акерсхус и состоит из: 
- Северного Румерике (норв. Øvre Romerike), расположенного на территории современных коммун Улленсакер, Еррум, Наннестад, Нес, Эйдсволл, Хурдал;
- Южного Румерике (норв. Nedre Romerike), расположенного на территории современных коммун Фет, Лёренскуг, Ниттедал, Релинген, Шедсму, Сёрум и Эурскуг-Хёланн.

## Этимология
Слово Raumaríki состоит из двух частей:
- Raumar — люди из Румерике;
- ríki — королевство, государство, рейх.

Ранее нижняя часть Гломма называлась Raumelfr — река раумов. 

## История
До объединения Норвегии, Румерике было небольшим суверенным государством. Расцвет княжества приходится на V—VII век н.э. Готский учёный VI века Иордан в своей работе Getica упоминает на территории Scandza племя под названием Raumarici, что полностью соответствует латинизированному варианту Raumaríki.
В Беовульфе и Видсиде упоминаются Heaðo-Reamas — боевые реамы. Соотношение др.-англ. Reamas и др.-сканд. Raumar, такое же как и др.-англ. Geatas и др.-сканд. Gautar.
В VIII веке согласно Круг земной Снорри Стурлусона в Румерике правили полулегендарные конунги Сигурд Кольцо и Рагнар Лодброк. 
В IX веке Хальвдан Чёрный подчинил себе Румерику, разбив в ряде битв его правителя Сигтрюра, а затем и его брата и преемника Эйстейна. После смерти Хальвдана, область подчинилась Эрику Анундссону. Тем не менее, она было завоёвана сыном Хальвдана Чёрного, Харальдом Прекрасноволосым, который потратил всю жизнь на то, чтобы ввести область в лоно своего только созданного королевства Норвегия.

## Правители
- Раум Старый
- Эйстейн Хальвданссон
- Хальвдан Тихий
- Сигтрюр Эйстейнссон
- Эйстейн Эйстейнссон, брат Сигтрюра
- Хальвдан Чёрный
- Эрик Анундссон

## Raknehaug
Почти в самом сердце Румерике, в Улленсакере, расположен погребальный холм Ракнехауг (др.-сканд. Raknehaug), датирующийся 550—552 годом н.э. Вероятно, название происходит от конунга по имени Rakni. Имея 77 метров в диаметре и высоту в 15 метров, Ракнехауг является крупнейшим погребальным холмом в северной Европе.